# Linea BMT Fulton Street
La linea BMT Fulton Street, chiamata anche Fulton Street Elevated o linea Kings County, era una linea sopraelevata situata a Brooklyn e Queens, aperta a partire dal 1888.
La porzione situata a Brooklyn venne chiusa e demolita tra il 1940 e il 1956, tuttavia parte della sezione situata nel Queens venne invece collegata alla linea IND Fulton Street della metropolitana di New York, una linea sotterranea che aveva, appunto, rimpiazzato quella elevata a Brooklyn.